# Barbara Bonte
Barbara Bonte (nascida a 13 de Maio de 1983) é uma política belga do Vlaams Belang que foi eleita membro do Parlamento Europeu em 2024. De 2014 a 2015 Bonte foi membro do Parlamento Flamengo.